# Gonatium crassipalpum
Gonatium crassipalpum là một loài nhện trong họ Linyphiidae.
Loài này thuộc chi Gonatium. Gonatium crassipalpum được Elizabeth Bangs Bryant miêu tả năm 1933.